# Огдру Гем
Огдру Хем (англ. Ogdru Hem) — вигадані істоти всесвіту Хеллбоя, які є 369-ма дітьми Огдру Джахад.
"Хем" це по суті слабші версії своїх батьків, але навіть при цьому вони володіють немислимою силою. Більшість Огдру Хем не мають фізичних тіл і тому можуть лише допомагати своїм тілесним родичам.

## Найвідоміші Огдру Хем

### Саду Хем

Саду Хем в коміксі Хеллбой: Зерня Руйнування

Саду Хем першим з дітей Огдру Джахада появився в коміксах. Ця істота була захована в храмі на Північному полюсі, доки її не знайшов Григорій Распутін і не перевіз під маєток Кавеньдіш Хол в Америці. 
Распутін намагався направити сили Ліз Шерман на цю істоту, аби Саду пробудив Огдру Джахада. Але через атаку Ейба Сапієна на Распутіна, сили Ліз стали неконтрольованими і Саду Хем згорів.
Пізніше Саду Хем перетворив жителів цілого міста в жабо-монстрів, доки знову не був спалений Ліз Шерман.
Саду Хем виглядає як скупчення щупалець, серед яких видніється округла форма з багатьма очима, що представляє собою його голову.

### Урґо Хем

Урґо Хем в коміксі Хеллбой: Дивні Місця

Урґо Хем з'явився з крові іспанського окультиста 16-го століття, котрого збиралися вбити інквізитори. Істота атакувала Хеллбоя на примарному острові, але нахромилася на щоглу одного з розбитих кораблів.
Урґо Хем виглядає як безока змія з багатьма ніжками як у членистоногих.

### Хробак-Переможець

Хробак-Переможець в коміксі Хеллбой: Хробак-Переможець

Хробак-Переможець був Огдру Хем, який вселився в труп відправленого в космос Ернеста Оймінга і прибув на Землю для винищення всієї людської раси. 
Капсулу з трупом прикликав Герман Фон Клемпт, додавши Б.П.Р.О. великих турбот. Після приземлення на планету, "Хробак" почав перетворювати людей на людей-ящерів, а потім пожирати їх. Потвору переміг Роджер, всмоктавши її в себе. Остаточно "Переможця" добив Лобстер Джонсон.
"Хробак-Переможець" виглядає як хробак велетенських розмірів, що збільшується, пожираючи все навкруги.
Цей монстр названий в честь вірша Едгара Аллана По.

### Ката Хем

Ката Хем в коміксі Б.П.Р.О.: Чорне Полум'я

Ката Хем був третім звільненим на Землі Огдру Хем і безумовно найпотужнішим. Якщо після приходу Саду Хем і "Хробака-Переможця" починали змінюватися люди, то після приходу цієї потвори почав змінюватися весь світ.
Викликаний культом під назвою "Чорне Полум'я", Ката почав прогулюватися Америкою, заодно руйнуючи її. Президенту нічого не залишалося, окрім як запустити в монстра атомну бомбу, але Ката Хем зуміла спалити Ліз Шерман, підсиливши свої можливості за допомогою одного древнього артефакта.
Ката Хем виглядає як дерево з ногами та кроном зі щупалець.

### Монстр з Солтон-Сі

Монстр з Солтон-Сі в коміксі Б.П.Р.О.: Пекло на Землі

Ця істота вилізла з озера Солтон-Сі під час всесвітніх потрясінь. Монстр лазив по землі в невизначеному напрямку, весь шлях відкладаючи яйця.
Цей Огдру Хем виглядає як суміш ящірки і ракоподібного, має довгу шию і голову, з якої виділяєть червоний газ, що перетворює людей на сірих монстрів.

## Інші відомі Огдру Хем

### Огдру Хем містера Тода

Огдру Хем містера Тода в коміксі Прощавайте, Містер Тод

Цього Огдру Хем прикликав в наш світ медіум, відомий як Неймовірний Містер Тод. Його вбив Хеллбой за допомогою одного зі своїх амулетів.
Виглядає як хмара зі щупалець.

### Генну Хем

Генну Хем в коміксі Ейб Сапієн: Темно й Жахливо

Генну Хем утворився з божевільного священика Генріха, коли до останнього прибув Ейб Сапієн. Але Б.П.Р.О. було не далеко від цього місця і тому встигли вбити монстра до того, як він щось би накоїв.
Генну Хем виглядає як велика купа м'яса з ротом та щупальцями.

### Мера Хем

Мера Хем в коміксі Б.П.Р.О.: Безодня Часу

Мера Хем утворився з крові та гніву двох племен - Печерного та Холодного, які зійшлися в битві, після чого почав убивати всіх, кого бачив. Монстра вдалося вигнати, коли лідер Печерних - Галл Деннар убив лідера Холодних.
Мера Хем зовні нагадує змію зі щупальцями та пласкою головою з одним великим оком.

### Йота Хем

Йота Хем в коміксі Франкенштейн під Землею

Йота Хем вселився у доктора Любіча, що був членом "братства Ра", коли той випадково звільнив його в руїнах міста Гіперборейців. Вселившись у вченого, чудовисько поневолило усіх, хто жив під землею. Йота виявив у храмі Гіперборейців статую Гекати. Звільнивши її, Хем прирік себе на смерть, адже богиня знищила його і звільнила душі його жертв.

### Зара Хем

Зара Хем в коміксі Хеллбой і Б.П.Р.О. 1955

Огдру Хем, навколо якого заснувався великий культ. Цей культ зустрічався на шляху і Хеллбою, і Відьмолову, і Лобстеру Джонсону, і Б.П.Р.О. і навіть Відвідувачу.
Точний вигляд Зара Хем не відомий. Якщо судити по його тотемах, то Зара має кругле тіло і круглу голову з двома щупальцями по бокам і багатьма очима.

### Сіпастл Хем

Сіпастл Хем в коміксі Б.П.Р.О.: Боги та Монстри

Сіпастл Хем був одним з Огдру Хем, проти яких боролися древні шамани.

### Істра Хем

Істра Хем в коміксі